# St Lawrence Jewry
St Lawrence Jewry next Guildhall est une église anglicane de la cité de Londres, sur Gresham Street, à côté du Guildhall. Elle est détruite lors du grand incendie de Londres en 1666 et reconstruite selon les plans de Christopher Wren. Elle est l'église officielle du Lord-maire de Londres.

## Histoire

### Époque médiévale
L'église est construite au XIIe siècle et dédiée à Saint-Laurent. la girouette de l'église actuelle en forme de gril fait référence au martyre de celui-ci. L'église est située près de l'ancien ghetto médiéval qui était centré sur la rue Old Jewry (en). À partir de 1280, c'était un advowson (en) détenu par le Balliol College.
Thomas More a prêché dans l'ancienne église.

### XVIIesiècle
Des vitraux sont ajoutés en 1618.
L'église médiévale est détruite dans le grand incendie de Londres en septembre 1666 et reconstruite par Christopher Wren entre 1670 et 1677. La paroisse est réunie à celle de St Mary Magdalen, rue Milk, qui n'est  pas reconstruite. L'église est entièrement revêtue de pierre, avec une grande façade est, sur laquelle quatre colonnes corinthiennes accolées, élevées sur un soubassement, supportent un fronton adossé à un haut grenier. George Godwin, écrivant en 1839, a décrit les détails de cette façade comme affichant « une pureté de sentiment presque grecque », tout en soulignant que le fronton de Wren n'agit que comme une décoration superficielle du mur, plutôt que, comme dans l'architecture classique, formant un prolongement du toit.
L'église a une aile du côté nord uniquement, séparée de la nef par des colonnes corinthiennes, portant un entablement qui se poursuit autour des murs du corps principal de l'église, où elle est soutenue par des pilastres. Le plafond est divisé en panneaux creux, ornés de couronnes et de branchages. L'église mesure 81 pieds de long et 68 pieds de large.

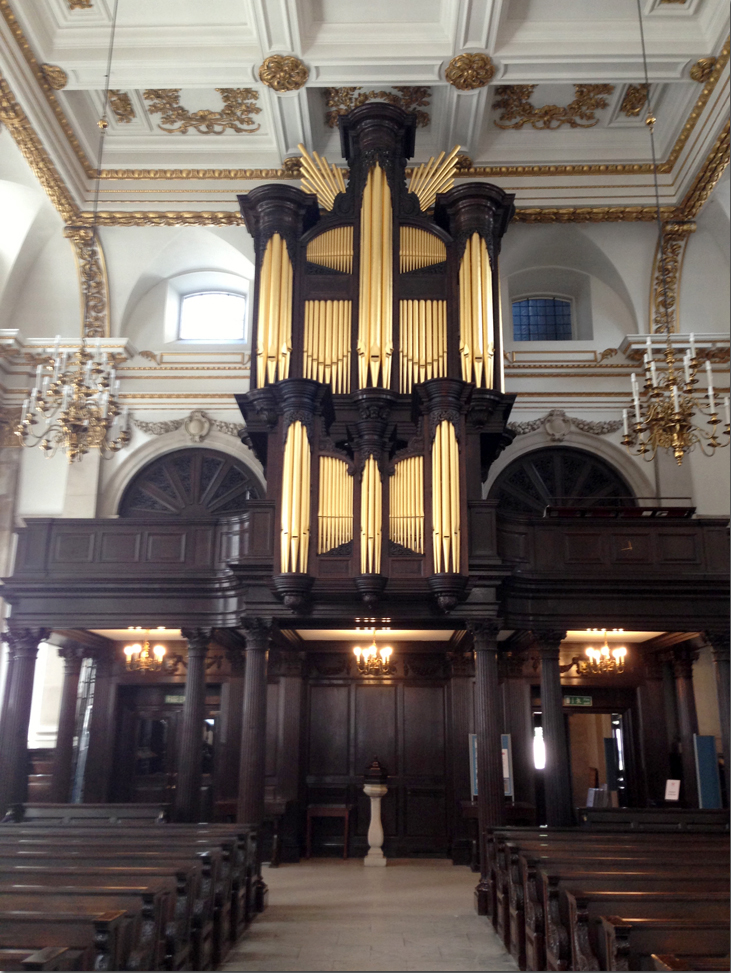
Orgue à l'arrière de l'église.

### XXesiècle
L'église subit d'importants dommages pendant le Blitz du 29 décembre 1940,. et après la guerre, la Corporation de la Cité de Londres prend en charge la restauration en 1957 par l'architecte Cecil Brown selon la conception originale de Christopher Wren. C'est maintenant une église de guilde qui n'a pas sa propre paroisse : elle n'est pas responsable devant les autorités diocésaines et n'a pas à tenir les offices du dimanche,. Elle est l'église officielle du  Lord Mayor of London et de la Corporation de la Cité de Londres.
L'église est décrite par John Betjeman. Elle est bâtiment classé Grade I depuis le 4 janvier 1950.
Elle a un set de huit cloches, coulé en 1957 par la Whitechapel Bell Foundry,.
L'église est le lieu de sépulture de John Tillotson, archevêque de Cantorbéry de 1691 à 1694 et du marchand Francis Levett, ainsi que le site du mariage de sa nièce Ann Levett, fille de William Levett, doyen de Bristol et ancien directeur de Magdalen Hall, Oxford.
La New Zealand Society UK y célèbre le Waitangi Day en février de chaque année.

## Personnalités liées à l'église
- 1661–1662 Quartier Seth[22]
- 1662–1668 John Wilkins[23]
- 1668–1683 Benjamin Whocote[24]
- Catherine Ennis (en), organiste et directrice musicale de l'église de 1985 à sa mort en 2020[25],[26].

## Galerie

St Lawrence Jewry
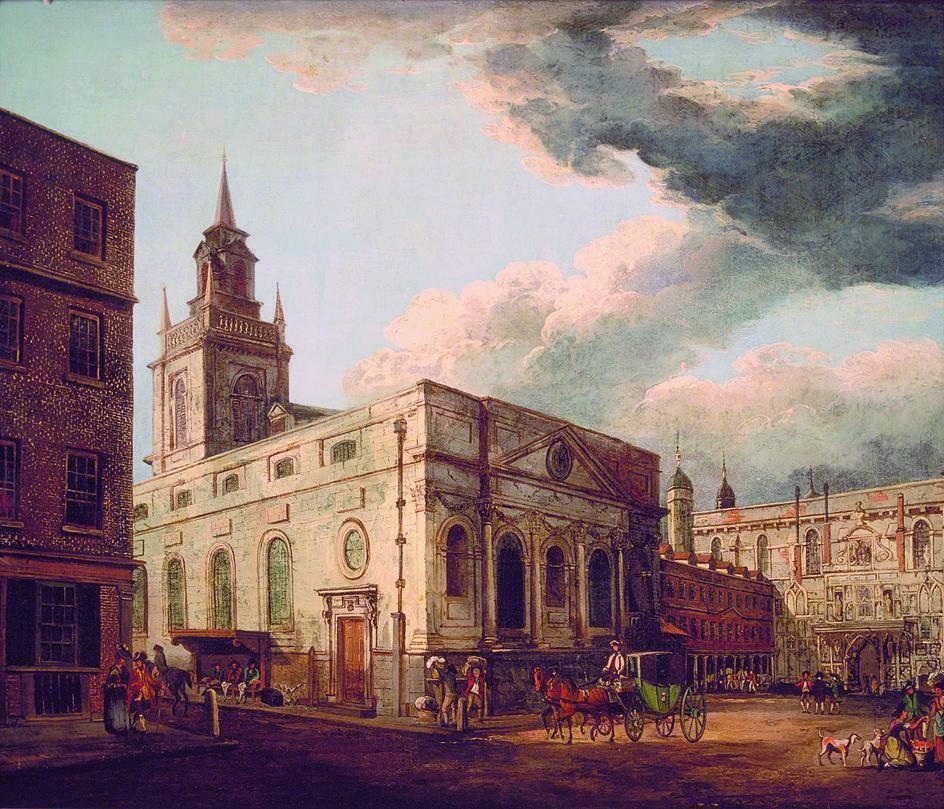
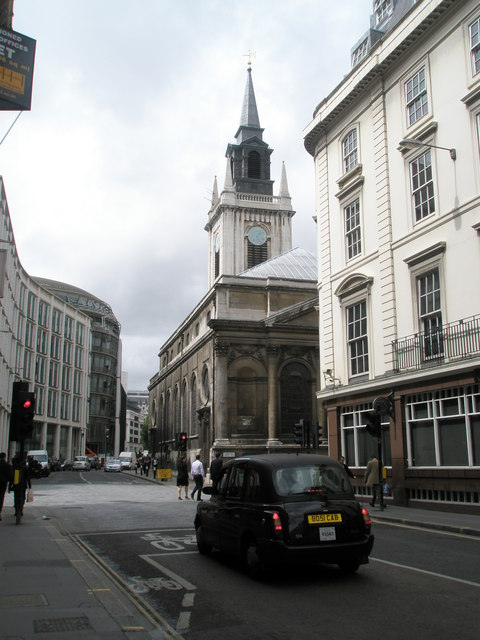
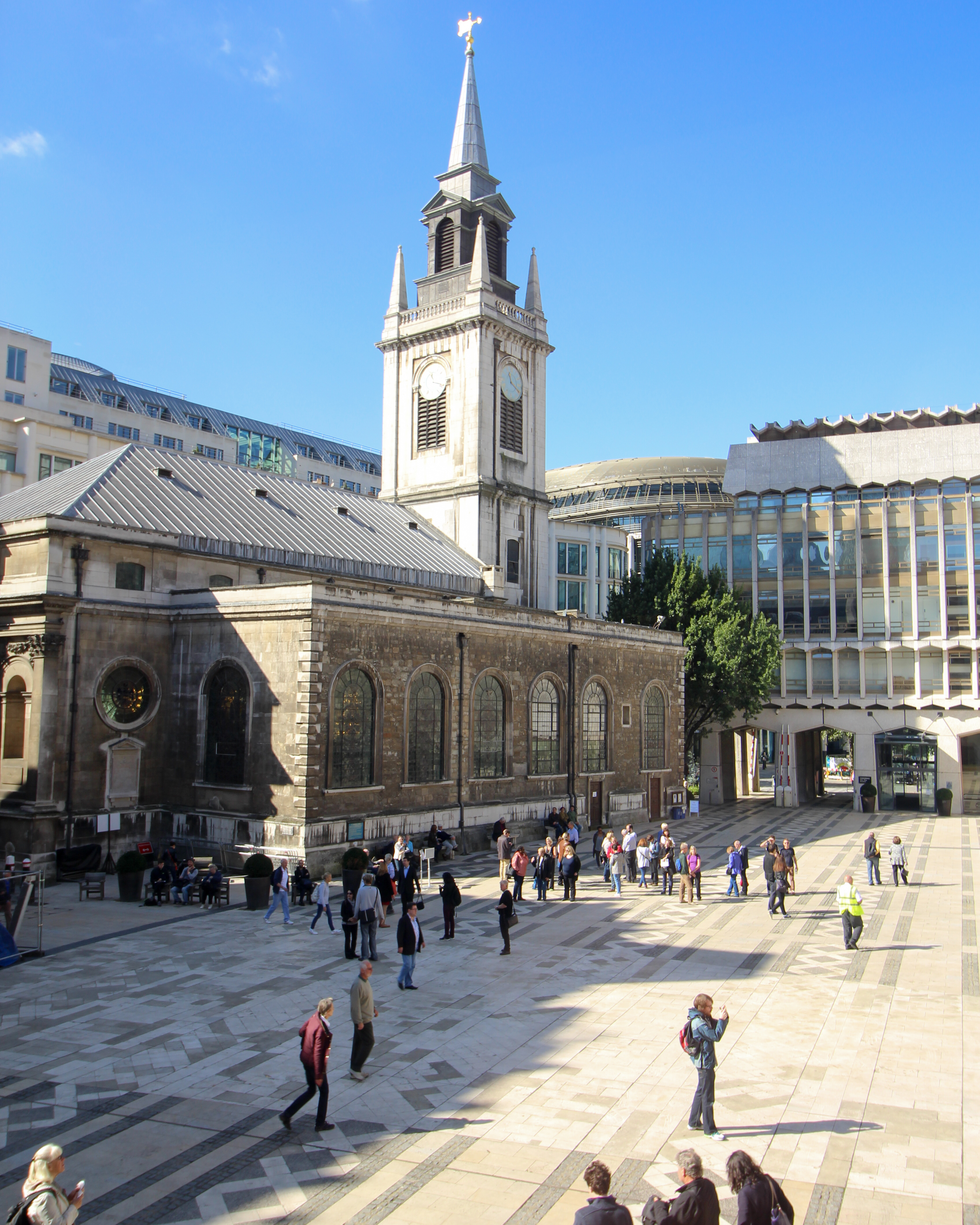
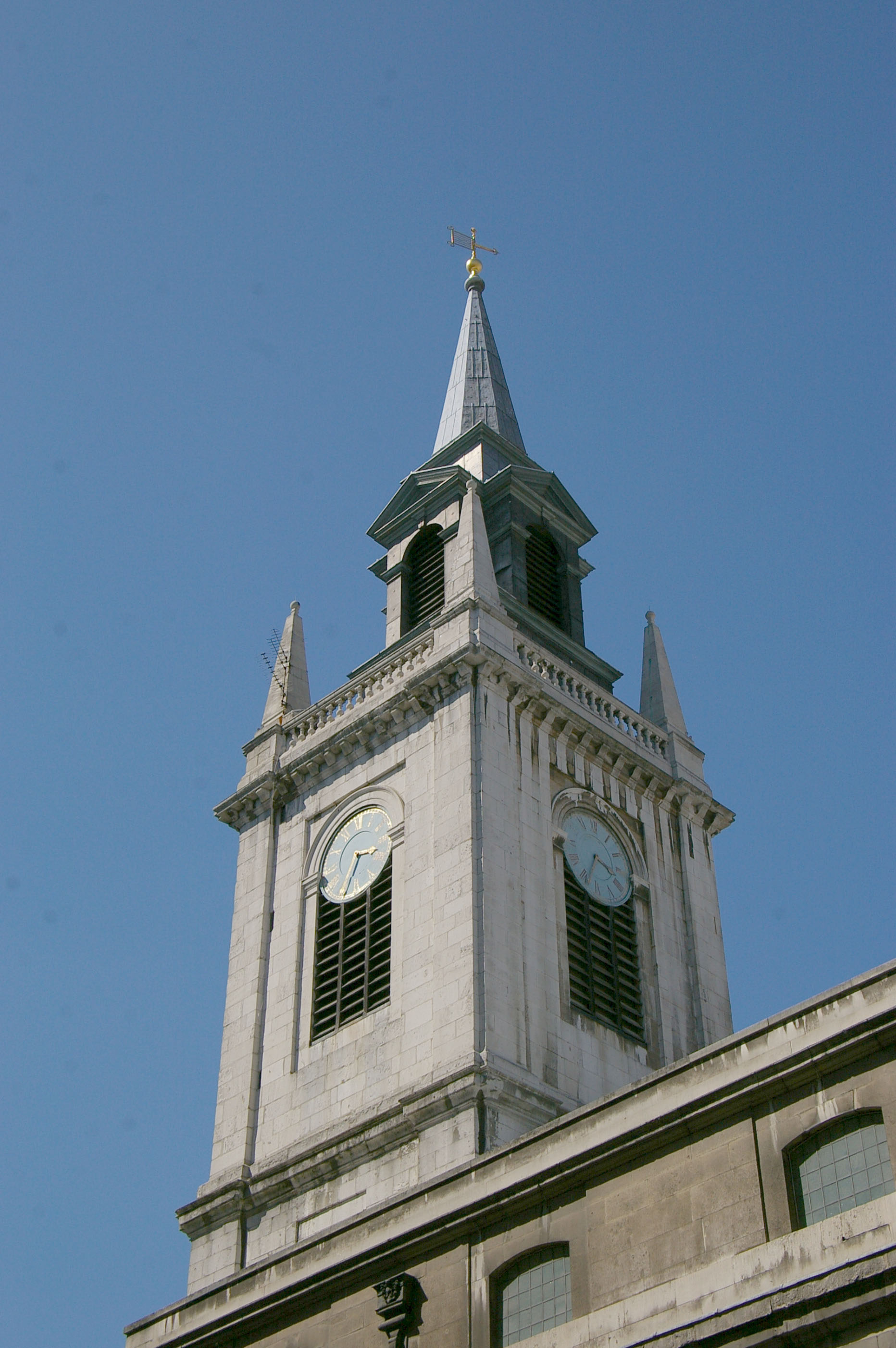
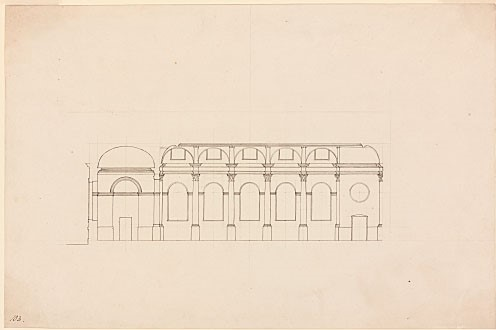